# ФК «Рома» в сезоні 1936—1937
ФК «Рома» в сезоні 1936—1937 — сезон італійського футбольного клубу «Рома».

## Склад
| № | Поз. | Нац.      | Гравець             |
| - | ---- | --------- | ------------------- |
|   | ВР   | Італія    | Гвідо Мазетті       |
|   | ВР   | Італія    | Чезаре Франкаланція |
|   | ВР   | Італія    | Аркімеде Нарді      |
|   | ВР   | Італія    | Чезаре Валінассо    |
|   | ВР   | Італія    | Джованні Дзукка     |
|   | ЗХ   | Італія    | Луїджі Аллеманді    |
|   | ЗХ   | Аргентина | Роберто Аллеманді   |
|   | ЗХ   | Італія    | Назарено Челестіні  |
|   | ЗХ   | Італія    | Ренато Чіпріані     |
|   | ЗХ   | Італія    | Андреа Гадальді     |
|   | ЗХ   | Італія    | Альфредо Маріні     |
|   | ЗХ   | Італія    | Еральдо Мондзельйо  |
|   | ПЗ   | Італія    | Фульвіо Бернардіні  |
|   | ПЗ   | Італія    | Ренато Каттанео     |

| № | Поз. | Нац.   | Гравець             |
| - | ---- | ------ | ------------------- |
|   | ПЗ   | Італія | Уго Чероні          |
|   | ПЗ   | Італія | Еварісто Фрізоні    |
|   | ПЗ   | Італія | Альфредо Маццоні    |
|   | ПЗ   | Італія | Антоніо Фуско       |
|   | ПЗ   | Італія | Гастоне Прендато    |
|   | ПЗ   | Італія | Франко Скарамеллі   |
|   | ПЗ   | Італія | П'єтро Серантоні    |
|   | ПЗ   | Італія | Глауко Сіньйоріні   |
|   | ПЗ   | Італія | Ернесто Томазі      |
|   | НП   | Італія | Амедео Амадеї       |
|   | НП   | Італія | Данте Ді Бенедетті  |
|   | НП   | Італія | Доменіко Д'Альберто |
|   | НП   | Італія | Маріо Маркеджані    |
|   | НП   | Італія | Отелло Субінагі     |

## Серія A

### Матчі
| 13 вересня 1936 1 тур |

| «Наполі» | 0:0      | «Рома» |
| -------- | -------- | ------ |
|          | Протокол |        |

| Партенопео, Неаполь Арбітр: Скарпі |

| 20 вересня 1936 2 тур |

| «Рома»                               | 3:0      | «Самп’єрдаренезе» |
| ------------------------------------ | -------- | ----------------- |
| Д'Альберто 26' Ді Бенедетті 78', 83' | Протокол |                   |

| Кампо Тестаччо Арбітр: Бевілаква |

| 27 вересня 1936 3 тур |

| «Торіно»               | 2:0      | «Рома» |
| ---------------------- | -------- | ------ |
| Сілано 14' Аллазіо 55' | Протокол |        |

| Філадельфія, Турин Арбітр: Маріо Скотто |

| 4 жовтня 1936 15:00 4 тур |

| «Рома»         | 1:0      | «Алессандрія» |
| -------------- | -------- | ------------- |
| Бернардіні 61' | Протокол |               |

| Кампо Тестаччо Арбітр: Casati |

| 18 жовтня 1936 5 тур |

| «Амброзіана-Інтер»    | 2:1      | «Рома»          |
| --------------------- | -------- | --------------- |
| Меацца 43' Фроссі 67' | Протокол | 9' Ді Бенедетті |

| Арена Чівіка Арбітр: Маріо Чамберліні |

| 25 жовтня 1936 15:00 6 тур |

| «Рома»                              | 3:1      | «Лаціо»    |
| ----------------------------------- | -------- | ---------- |
| Ді Бенедетті 22', 89' Серантоні 62' | Протокол | 10' Бузані |

| Кампо Тестаччо Арбітр: Скорцоні |

| 1º листопада 1936 7 тур |

| «Трієстіна»                   | 2:2      | «Рома»                        |
| ----------------------------- | -------- | ----------------------------- |
| Рокко 30' (пен.) Кастелло 89' | Протокол | 22' Д'Альберто 83' Бернардіні |

| Стадіо дель Літторіо, Трієст Глядачів: 10.000 Арбітр: Мастелларі |

| 8 листопада 1936 14:30 8 тур |

| «Рома»                                                     | 5:2      | «Барі»          |
| ---------------------------------------------------------- | -------- | --------------- |
| Субінагі 13', 36' Д'Альберто 46', 70' Кальдаруло 77' (аг.) | Протокол | 18', 65' Гроллі |

| Кампо Тестаччо Глядачів: 7.000 Арбітр: Джованні Гонані |

| 22 листопада 1936 9 тур |

| «Ювентус»                                        | 5:1      | «Рома»                |
| ------------------------------------------------ | -------- | --------------------- |
| Ф.Борель 5' Габетто 18', 30', 48' Скальйотті 80' | Протокол | 38' (пен.) Бернардіні |

| Беніто Муссоліні, Турин Арбітр: Скорцоні |

| 29 листопада 1936 14:30 10 тур |

| «Рома» | 0:0      | «Дженоа» |
| ------ | -------- | -------- |
|        | Протокол |          |

| Кампо Тестаччо Арбітр: Кайроні |

| 6 грудня 1936 14:30 11 тур |

| «Рома» | 0:1      | «Болонья»     |
| ------ | -------- | ------------- |
|        | Протокол | 22' Регуццоні |

| Кампо Тестаччо Арбітр: Ф.Маттеа |

| 20 грудня 1936 12 тур |

| «Мілан»     | 1:0      | «Рома» |
| ----------- | -------- | ------ |
| Моретті 90' | Протокол |        |

| Сан-Сіро, Мілан Арбітр: Маріо Чамберліні |

| 27 грудня 1936 13 тур |

| «Фіорентіна»       | 2:0      | «Рома» |
| ------------------ | -------- | ------ |
| Негро 1' Віані 10' | Протокол |        |

| Стадіо Джованні Берта, Флоренція Глядачів: 13.000 Арбітр: Скарпі |

| 3 січня 1937 14:30 14 тур |

| «Рома»                                   | 3:0      | «Луккезе» |
| ---------------------------------------- | -------- | --------- |
| Субінагі 25' Прендато 74' Д'Альберто 81' | Протокол |           |

| Кампо Тестаччо Арбітр: Сараціні |

| 10 січня 1937 14:30 15 тур |

| «Новара»                                       | 5:1      | «Рома»        |
| ---------------------------------------------- | -------- | ------------- |
| Торрі 24', 40', 83' С.Белліні 34' Ріццотті 71' | Протокол | 85' Аллеманді |

| Stadio Littorio Арбітр: Джованні Гонані |

| 17 січня 1937 14:30 16 тур |

| «Рома»         | 1:0      | «Наполі» |
| -------------- | -------- | -------- |
| Д'Альберто 56' | Протокол |          |

| Кампо Тестаччо Глядачів: 13.000 Арбітр: Скорцоні |

| 24 січня 1937 14:30 17 тур |

| «Самп'єрдаренезе» | 0:1      | «Рома»     |
| ----------------- | -------- | ---------- |
|                   | Протокол | 9' Маццоні |

| Стадіо Дель Літторіо, Генуя Арбітр: Ф.Маттеа |

| 31 січня 1937 15:00 18 тур |

| «Рома»       | 1:1      | «Торіно»   |
| ------------ | -------- | ---------- |
| Прендато 50' | Протокол | 26' Бальді |

| Кампо Тестаччо Арбітр: Бевілаква |

| 7 лютого 1937 19 тур |

| «Алессандрія»                                    | 5:3      | «Рома»                           |
| ------------------------------------------------ | -------- | -------------------------------- |
| Казаліно 28', 51' Веккі 57' Кроче 69' Туріно 88' | Протокол | 13', 90' Субінагі 53' Д'Альберто |

| Літторіо, Алессандрія Глядачів: 3.000 Арбітр: Турбіані |

| 14 лютого 1937 15:00 20 тур |

| «Рома» | 0:0      | «Амброзіана-Інтер» |
| ------ | -------- | ------------------ |
|        | Протокол |                    |

| Кампо Тестаччо Глядачів: 14.000 Арбітр: Скорцоні |

| 21 лютого 1937 15:00 21 тур |

| «Лаціо» | 0:1      | «Рома»     |
| ------- | -------- | ---------- |
|         | Протокол | 9' Маццоні |

| Стадіо Націонале Глядачів: 27.000 Арбітр: Скарпі |

| 28 лютого 1937 15:00 22 тур |

| «Рома»       | 1:3      | «Трієстіна»           |
| ------------ | -------- | --------------------- |
| Гадальді 12' | Протокол | 5', 41', 55' Бузідоні |

| Кампо Тестаччо Глядачів: 10.000 Арбітр: Джакомо Бертоліо |

| 7 березня 1937 23 тур |

| «Барі»     | 1:0      | «Рома» |
| ---------- | -------- | ------ |
| Роззіні 8' | Протокол |        |

| Стадіо делла Вітторія, Барі Глядачів: 20.000 Арбітр: Моретті |

| 14 березня 1937 15:00 24 тур |

| «Рома»                                 | 3:1      | «Ювентус»   |
| -------------------------------------- | -------- | ----------- |
| Субінагі 68' Маццоні 70' Серантоні 90' | Протокол | 26' Габетто |

| Кампо Тестаччо Арбітр: Бевілаква |

| 28 березня 1937 25 тур |

| «Дженоа»                                            | 3:1      | «Рома»       |
| --------------------------------------------------- | -------- | ------------ |
| Скарабелло 39' (пен.) Марчоннескі 76' Фазанеллі 81' | Протокол | 82' Гадальді |

| Стадіо Луїджі Ферраріс Глядачів: 6.000 Арбітр: Акілле Піцціоло |

| 4 квітня 1937 26 тур |

| «Болонья»   | 1:0      | «Рома» |
| ----------- | -------- | ------ |
| Сансоне 83' | Протокол |        |

| Літторале Глядачів: 10.000 Арбітр: Маріо Чамберліні |

| 18 квітня 1937 27 тур |

| «Рома» | 0:0      | «Мілан» |
| ------ | -------- | ------- |
|        | Протокол |         |

| Кампо Тестаччо Глядачів: 10.000 Арбітр: Джованні Гонані |

| 2 травня 1937 28 тур |

| «Рома»                     | 2:2      | «Фіорентіна»               |
| -------------------------- | -------- | -------------------------- |
| Томазі 9' Ді Бенедетті 54' | Протокол | 3' Віані 69' (пен.) Стелла |

| Кампо Тестаччо Глядачів: 7.000 Арбітр: Ф.Маттеа |

| 3 травня 1937 29 тур |

| «Луккезе»                                | 5:1      | «Рома»     |
| ---------------------------------------- | -------- | ---------- |
| Грінга 3' Мікеліні 38', 49', 83' Шер 51' | Протокол | 30' Амадеї |

| Стадіо дель Літторіо, Луккезе Глядачів: 4.000 Арбітр: Salvagno |

| 16 травня 1937 14:30 30 тур |

| «Рома»        | 1:0      | «Новара» |
| ------------- | -------- | -------- |
| Серантоні 81' | Протокол |          |

| Кампо Тестаччо Арбітр: Акілле Піцціоло |

## Кубок Італії
| 6 січня 1937 1/16 фіналу |

| «Рома»                              | 2:1      | «Трієстіна» |
| ----------------------------------- | -------- | ----------- |
| Д'Альберто 36' Серантоні 56' (пен.) | Протокол | 5' Рокко    |

| Кампо Тестаччо Глядачів: 3.000 Арбітр: Маріо Чамберліні |

| 6 травня 1937 1/8 фіналу |

| «Рома»                     | 3:1      | «Торіно»    |
| -------------------------- | -------- | ----------- |
| Ді Бенедетті 13', 71', 90' | Протокол | 78' Аллазіо |

| Кампо Тестаччо Глядачів: 5.000 Арбітр: Скорцоні |

| 23 травня 1937 1/4 фіналу |

| «Наполі» | 0:1      | «Рома»     |
| -------- | -------- | ---------- |
|          | Протокол | 8' Маццоні |

| Партенопео, Неаполь Глядачів: 6.000 Арбітр: Бевілаква |

| 30 травня 1937 15:15 1/2 фіналу |

| «Амброзіана-Інтер» | 0:2      | «Рома»                       |
| ------------------ | -------- | ---------------------------- |
|                    | Протокол | 18' Маццоні 33' Ді Бенедетті |

| Сан-Сіро, Мілан Арбітр: Скорцоні |

| 6 червня 1937 16:45 Фінал |

| «Дженоа»  | 1:0      | «Рома» |
| --------- | -------- | ------ |
| Торті 78' | Протокол |        |

| Стадіо Джованні Берта, Флоренція Глядачів: 7.000 Арбітр: Ф.Маттеа |

«Дженоа»: Манліо Бачігалупо, Паоло Агостео, Маріо Джента, П'єтро Пасторіно, Джузеппе Бігоньйо, Еммануель Філлола, П'єтро Аркарі, Маріо Пераццоло, Луїджі Торті, Луїджі Скарабелло, Альфредо Маркіоннескі, Тренер:Германн Фельснер
«Рома»: Чезаре Валінассо, Еральдо Мондзельйо, Луїджі Аллеманді, Еварісто Фрізоні, Фульвіо Бернардіні, Андреа Гадальді, Амедео Амадеї, П'єтро Серантоні, Данте Ді Бенедетті, Альфредо Маццоні, Ернесто Томазі, тренер: Луїджі Барбезіно

## Статистика гравців
| №. | Поз. | Нац.   | Гравець             | Всього | Всього | Чемпіонат Італії | Чемпіонат Італії | Кубок Італії | Кубок Італії | Кубок Мітропи | Кубок Мітропи |
| №. | Поз. | Нац.   | Гравець             | Ігор   | Голів  | Ігор             | Голів            | Ігор         | Голів        | Ігор          | Голів         |
| -- | ---- | ------ | ------------------- | ------ | ------ | ---------------- | ---------------- | ------------ | ------------ | ------------- | ------------- |
|    |      | Італія | Гвідо Мазетті       | 23     | -32    | 21               | -30              | 1            | -1           | 1             | -1            |
|    |      | Італія | Чезаре Франкалінція | 2      | -1     | 2                | -1               | 0            | -0           | 0             | -0            |
|    |      | Італія | Аркімеде Нарді      | 5      | -13    | 3                | -9               | 0            | -0           | 2             | -4            |
|    |      | Італія | Чезаре Валінассо    | 8      | -7     | 4                | -5               | 4            | -2           | 0             | -0            |
|    |      | Італія | Джованні Дзукка     | 1      | -3     | 0                | -0               | 0            | -0           | 1             | -3            |
|    |      | Італія | Луїджі Аллеманді    | 27     | 1      | 21               | 1                | 4            | 0            | 2             | 0             |
|    |      | Італія | Роберто Аллеманді   | 2      | 0      | 2                | 0                | 0            | 0            | 0             | 0             |
|    |      | Італія | Ренато Чіпріані     | 1      | 0      | 1                | 0                | 0            | 0            | 0             | 0             |
|    |      | Італія | Челестіні           | 0      | 0      | 0                | 0                | 0            | 0            | 0             | 0             |
|    |      | Італія | Андреа Гадальді     | 37     | 2      | 29               | 2                | 5            | 0            | 3             | 0             |
|    |      | Італія | Альфредо Маріні     | 2      | 0      | 2                | 0                | 0            | 0            | 0             | 0             |
|    |      | Італія | Еральдо Мондзельйо  | 39     | 0      | 30               | 0                | 5            | 0            | 4             | 0             |
|    |      | Італія | Фульвіо Бернардіні  | 36     | 3      | 28               | 3                | 4            | 0            | 4             | 0             |
|    |      | Італія | Ренато Каттанео     | 11     | 0      | 7                | 0                | 0            | 0            | 4             | 0             |
|    |      | Італія | Уго Чероні          | 0      | 0      | 0                | 0                | 0            | 0            | 0             | 0             |
|    |      | Італія | Еварісто Фрізоні    | 26     | 0      | 19               | 0                | 4            | 0            | 3             | 0             |
|    |      | Італія | Альфредо Маццоні    | 20     | 5      | 15               | 3                | 5            | 2            | 0             | 0             |
|    |      | Італія | Антоніо Фуско       | 23     | 0      | 21               | 0                | 2            | 0            | 0             | 0             |
|    |      | Італія | Гастоне Прендато    | 11     | 2      | 10               | 2                | 1            | 0            | 0             | 0             |
|    |      | Італія | Франко Скарамеллі   | 2      | 0      | 2                | 0                | 0            | 0            | 0             | 0             |
|    |      | Італія | П'єтро Серантоні    | 32     | 6      | 23               | 3                | 5            | 1            | 4             | 2             |
|    |      | Італія | Глауко Сіньйоріні   | 1      | 0      | 1                | 0                | 0            | 0            | 0             | 0             |
|    |      | Італія | Ернесто Томазі      | 27     | 1      | 19               | 1                | 4            | 0            | 4             | 0             |
|    |      | Італія | Амедео Амадеї       | 7      | 1      | 3                | 1                | 4            | 0            | 0             | 0             |
|    |      | Італія | Данте Ді Бенедетті  | 26     | 12     | 18               | 6                | 4            | 4            | 4             | 2             |
|    |      | Італія | Доменіко Д'Альберто | 35     | 9      | 29               | 7                | 2            | 1            | 4             | 1             |
|    |      | Італія | Маріо Маркеджані    | 2      | 0      | 2                | 0                | 0            | 0            | 0             | 0             |
|    |      | Італія | Отелло Субінагі     | 23     | 7      | 18               | 6                | 1            | 0            | 4             | 1             |